# Flamierge
Flamierge is een dorp in de Belgische provincie Luxemburg en een deelgemeente van Bastenaken. Het dorpscentrum van Flamierge ligt zeven kilometer ten zuidwesten van het dorpscentrum van Bertogne. In de deelgemeente liggen nog verschillende dorpen en gehuchten, zoals Frenet, Gives, Givroulle, Givry, Roumont, Salle, Tronle, Troismont en Wigny. De noordgrens van de deelgemeente wordt gevormd door de Ourthe.

## Geschiedenis
Op het eind van het ancien régime werd Flamierge een gemeente in het Woudendepartement. In 1823 werden bij een grote gemeentelijke herindeling in de provincie Luxemburg veel kleine gemeenten samengevoegd. De gemeenten Givroulle, Givry en Roumont werden opgeheven en aangehecht bij Flamierge.
Bij de gemeentelijke fusie van 1977 werd Flamierge een deelgemeente van Bertogne. Een stukje grondgebied van de gemeente ten westen van de N4 werd afgestaan. Het gehucht Prelle werd aangehecht bij Tenneville en een stuk bos bij het domein van Sainte-Ode met het Centre Hospitalier de Sainte-Ode werd afgestaan aan de nieuwe gemeente Sainte-Ode.
Sinds 2 december 2024 is de gemeente Bertogne, inclusief deelgemeenten, gefuseerd met de gemeente Bastenaken.

## Demografische ontwikkeling
- Bronnen:NIS, Opm:1831 tot en met 1970=volkstellingen

## Bezienswaardigheden
- De Église Notre-Dame

## Verkeer en vervoer
Ten zuidwesten van Flamierge loopt de expresweg N4 van Namen en Marche-en-Famenne naar Bastenaken.

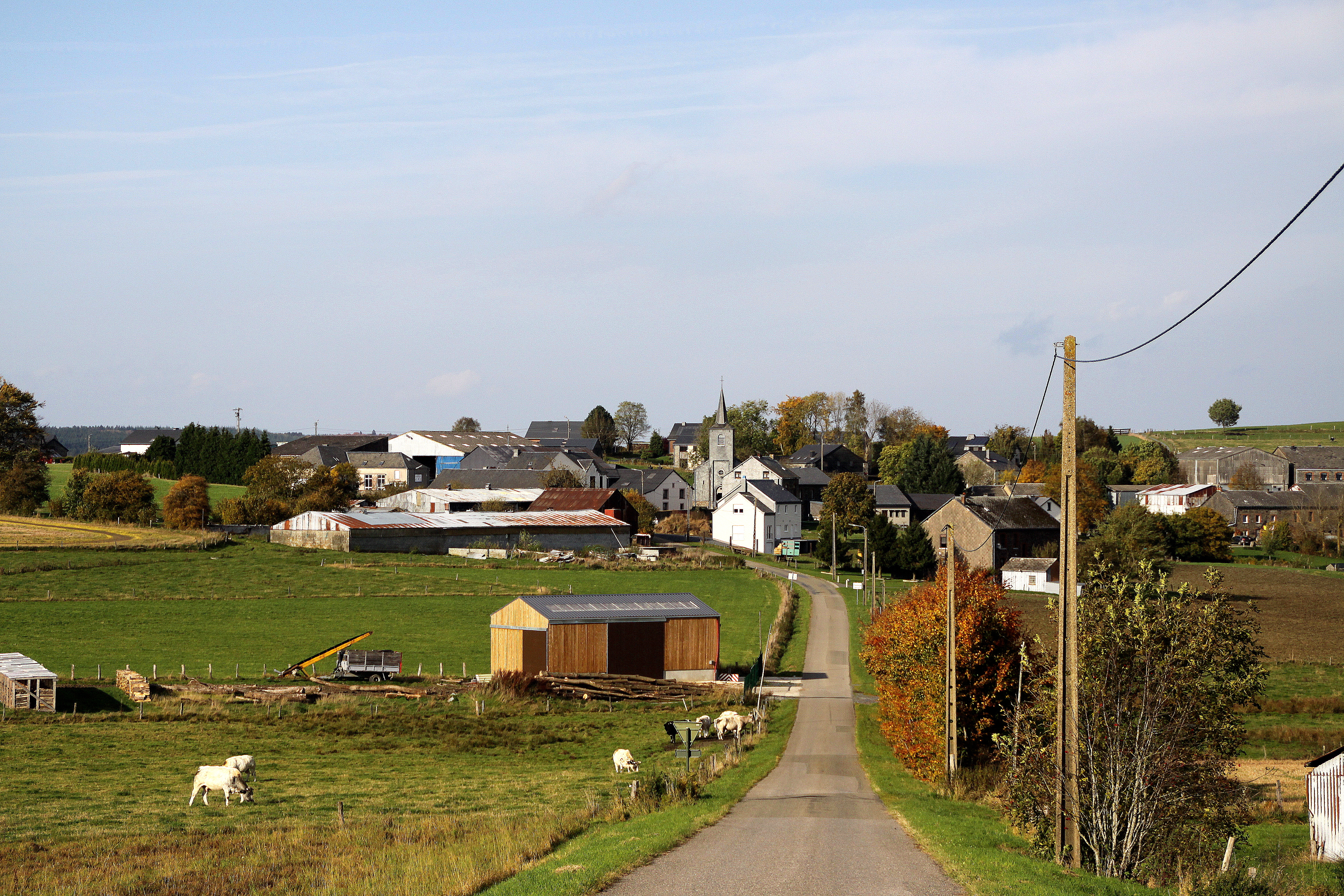
Flamierge, gezien vanuit het zuiden

Deelgemeenten: Bastenaken · Bertogne ·Flamierge ·Longchamps · Longvilly · Noville · Villers-la-Bonne-Eau · Wardin

Overige dorpen: Al-Hez · Arloncourt · Benonchamps · Berhain · Bethomont · Bizory · Bourcy · Bras · Champs · Cobru · Compogne · Fagnoux · Fays · Flamisoul · Foy · Frenet · Gives · Givroulle · Givry · Hardigny · Harzy · Hemroulle · Horritine · Isle-la-Hesse · Isle-le-Pré · Livarchamps · Losange · Lutrebois · Lutremange · Luzery · Mande-Saint-Étienne · Mageret · Marenwez · Marvie · Michamps · Moinet · Monaville · Mont · Neffe · Oubourcy · Rachamps · Recogne · Remoifosse · Rolley · Rouette · Roumont · Salle · Savy · Senonchamps · Troismont · Tronle · Vaux · Wicourt · Wigny · Withimont

Belgische gemeenten · Arrondissement Aarlen · Luxemburg · Wallonië